# Трпејца
Трпејца (мкд. Трпејца) су насеље у Северној Македонији, у југозападном делу државе. Трпејца припадају општини Охрид.

## Географија
Насеље Трпејца је смештено у крајње југозападном делу Северне Македоније, близу државне границе са Албанијом (6 km јужно од села). Од најближег града, Охрида, насеље је удаљено 18 km јужно.
Трпејца се налазе у историјској области Охридски крај, која се обухвата источну и североисточну обалу Охридског језера. Насеље је смештено на источној обали Охридског језера, а источно од њега се стрмо издиже планина Галичица. Надморска висина насеља је приближно 730 метара.
Клима у насељу, и поред знатне надморске висине, има жупне одлике, па је пре умерено континентална него планинска.

## Становништво
Трпејца су према последњем попису из 2002. године имала 303 становника. 
Већину становништва чине етнички Македонци (100%).
Већинска вероисповест је православље.

## Збирка слика
- Приобаље у Трпејцама
- Сеоска црква, посвећена Пресветој Богородици
- Поглед на Трпејца
- „Музеј на води“